# Jackie Lewis
 Jackie Lewis  va ser un pilot de curses automobilístiques britànic que va arribar a disputar curses de Fórmula 1.
Jackie Lewis va néixer l'1 de novembre del 1936 a Stroud, Gloucestershire, Anglaterra, de família gal·lesa.

## A la F1
Va debutar a la tercera cursa de la temporada 1961 (la dotzena temporada de la història) del campionat del món de la Fórmula 1, disputant el 18 de juny del 1961 el GP de Bèlgica al Circuit de Spa-Francorchamps.
Jackie Lewis va participar en un total de deu proves puntuables pel campionat de la F1, disputades a les temporades (1961 i 1962) aconseguint finalitzar una cursa en quarta posició com a millor classificació i assolí tres punts pel campionat del món de pilots.

## Resultats a la Fórmula 1
| Any  | Equip           | Xassís | Motor  | 1     | 2       | 3     | 4       | 5       | 6       | 7     | 8   | 9   | Posició | Punts |
| ---- | --------------- | ------ | ------ | ----- | ------- | ----- | ------- | ------- | ------- | ----- | --- | --- | ------- | ----- |
| 1961 | H&L Motors      | Cooper | Climax | MON   | HOL     | BEL 9 | FRA Ret | GBR Ret | ALE 9   | ITA 4 | USA |     | 13è     | 3     |
| 1962 | Ecurie Galloise | Cooper | Climax | HOL 8 |         | BEL   | FRA Ret | GBR 10  | ALE Ret | ITA   | USA | SUD | -       | 0     |
| 1962 | Ecurie Galloise | BRM    | BRM    |       | MON NVQ |       |         |         |         |       |     |     | -       | 0     |

### Resum
| Curses: | Victòries: | Pòdiums: | Poles: | Voltes ràpides: | Punts: |
| ------- | ---------- | -------- | ------ | --------------- | ------ |
| 10      | 0          | 0        | 0      | 0               | 3      |